# Poiroux
Poiroux, appelée avant 1967 Le Poiroux, est une commune du Centre-Ouest de la France, située dans le département de la Vendée en région Pays de la Loire.
Ses habitants sont les Pérusiennes et les Pérusiens.

## Géographie
Le territoire municipal de Poiroux s'étend sur 2 573 hectares. L'altitude moyenne de la commune est de 54 mètres, avec des niveaux fluctuant entre 19 et 74 mètres,.

### Communes limitrophes
| Grosbreuil            |                        | Nieul-le-Dolent            |
|                       | Poiroux                | Saint-Avaugourd-des-Landes |
| Talmont-Saint-Hilaire | Saint-Hilaire-la-Forêt | Avrillé (Vendée)           |

### Climat
Pour des articles plus généraux, voir Climat des Pays de la Loire et Climat de la Vendée.
En 2010, le climat de la commune est de type climat océanique franc, selon une étude du CNRS s'appuyant sur une série de données couvrant la période 1971-2000. En 2020, Météo-France publie une typologie des climats de la France métropolitaine dans laquelle la commune est exposée à un climat océanique et est dans la région climatique  Bretagne orientale et méridionale, Pays nantais, Vendée, caractérisée par une faible pluviométrie en été et une bonne insolation. 
Pour la période 1971-2000, la température annuelle moyenne est de 12,5 °C, avec une amplitude thermique annuelle de 13,4 °C. Le cumul annuel moyen de précipitations est de 823 mm, avec 12,6 jours de précipitations en janvier et 6,3 jours en juillet. Pour la période 1991-2020, la température moyenne annuelle observée sur la station météorologique de Météo-France la plus proche, sur la commune d'Angles à 15 km à vol d'oiseau, est de 13,2 °C et le cumul annuel moyen de précipitations est de 869,3 mm,. Pour l'avenir, les paramètres climatiques de la commune estimés pour 2050 selon différents scénarios d'émission de gaz à effet de serre sont consultables sur un site dédié publié par Météo-France en novembre 2022.

## Urbanisme

### Typologie
Au 1er janvier 2024, Poiroux est catégorisée commune rurale à habitat dispersé, selon la nouvelle grille communale de densité à sept niveaux définie par l'Insee en 2022.
Elle est située hors unité urbaine. Par ailleurs la commune fait partie de l'aire d'attraction des Sables-d'Olonne, dont elle est une commune de la couronne,. Cette aire, qui regroupe 9 communes, est catégorisée dans les aires de 50 000 à moins de 200 000 habitants,.

### Occupation des sols
L'occupation des sols de la commune, telle qu'elle ressort de la base de données européenne d’occupation biophysique des sols Corine Land Cover (CLC), est marquée par l'importance des territoires agricoles (82,9 % en 2018), en diminution par rapport à 1990 (89,2 %). La répartition détaillée en 2018 est la suivante : 
terres arables (50,4 %), prairies (16,9 %), zones agricoles hétérogènes (15,6 %), forêts (13 %), zones urbanisées (3,2 %), eaux continentales (0,9 %). L'évolution de l’occupation des sols de la commune et de ses infrastructures peut être observée sur les différentes représentations cartographiques du territoire : la carte de Cassini (XVIIIe siècle), la carte d'état-major (1820-1866) et les cartes ou photos aériennes de l'IGN pour la période actuelle (1950 à aujourd'hui).

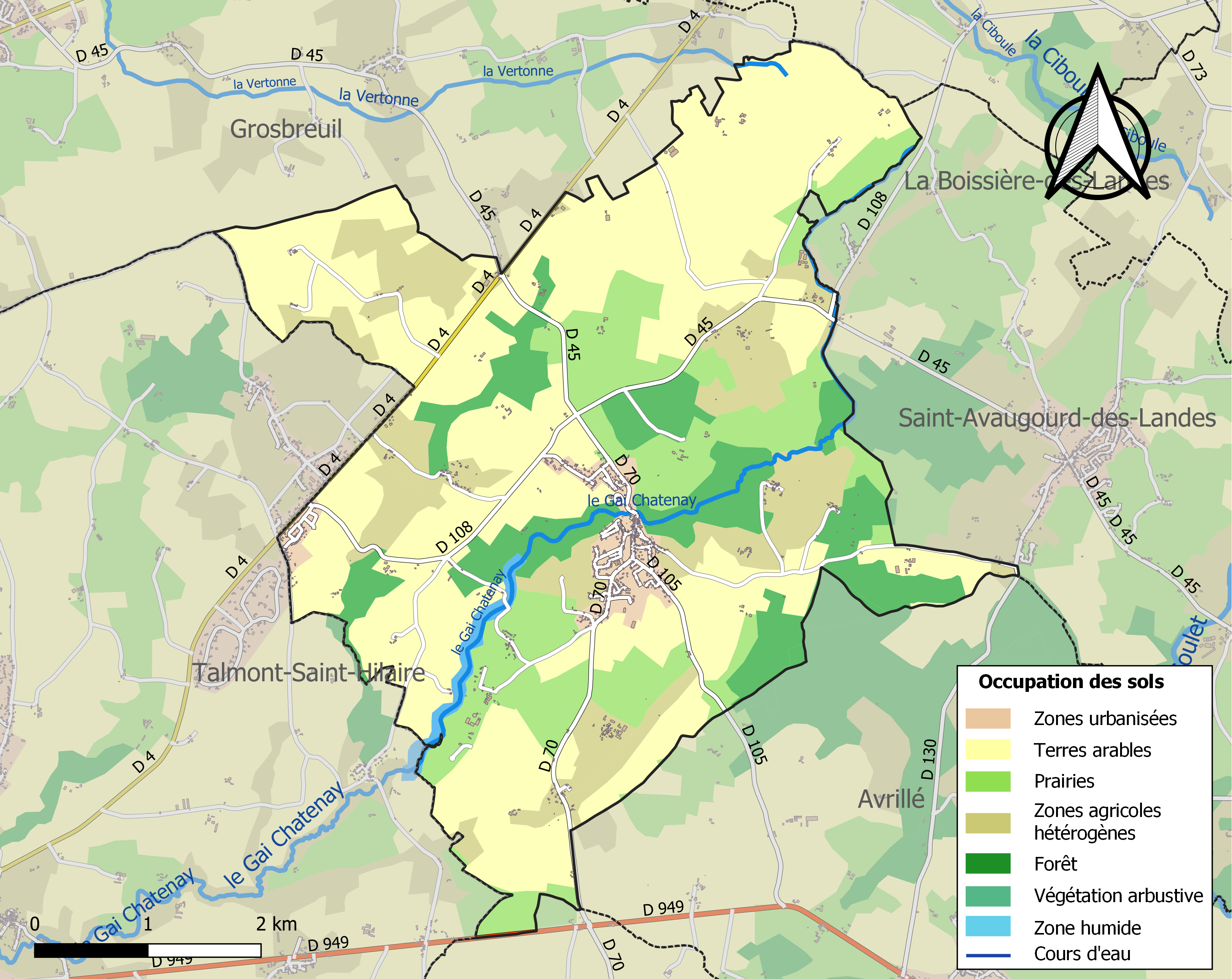
Carte des infrastructures et de l'occupation des sols de la commune en 2018 (CLC).

## Politique et administration

### Liste des maires

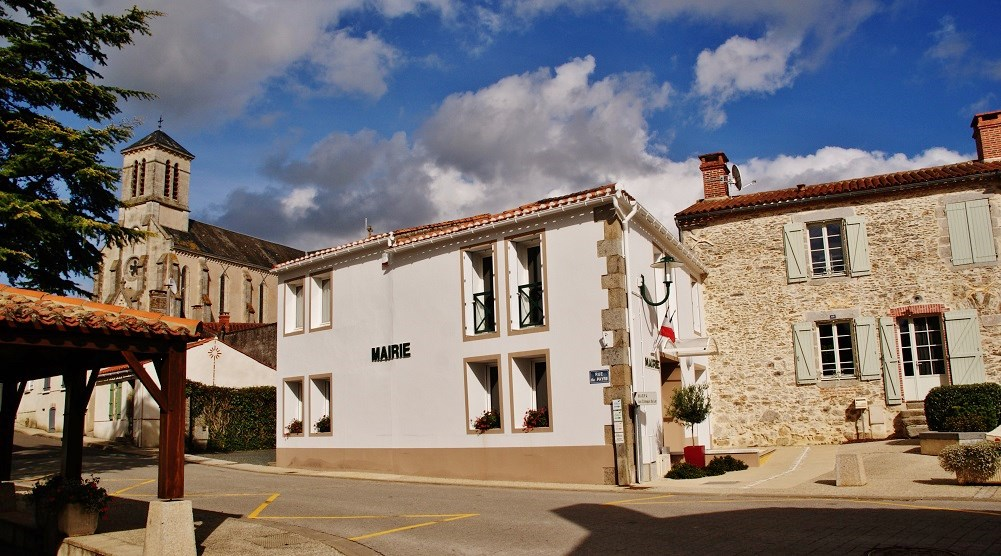
La mairie.

| Période                                  | Période                  | Identité                              | Étiquette            | Qualité                                                                                                   |
| ---------------------------------------- | ------------------------ | ------------------------------------- | -------------------- | --- |
| Les données manquantes sont à compléter. |                          |                                       |                      | |
| mai 1912                                 | mars 1971                | Paul Robert de Lézardière (1886-1971) | Conservateur DVD-RPF | Propriétaire Conseiller général de Talmont (1945 → 1967) Ancien conseiller d'arrondissement (1925 → 1940) |
| mars 1971                                | mars 1983                | Pierre Vincent                        |                      | Entrepreneur                                                                                              |
| mars 1983                                | janvier 2024 (démission) | Édouard de la Bassetière              |                      | Professeur de physique-chimie retraité Vice-président de la CC du Talmondais                              |
| janvier 2024                             | En cours                 | Annie Renouf                          |                      | Retraitée, ancienne adjointe au maire                                                                     |

## Population et société

### Démographie

#### Évolution démographique
L'évolution du nombre d'habitants est connue à travers les recensements de la population effectués dans la commune depuis 1793. Pour les communes de moins de 10 000 habitants, une enquête de recensement portant sur toute la population est réalisée tous les cinq ans, les populations de référence des années intermédiaires étant quant à elles estimées par interpolation ou extrapolation. Pour la commune, le premier recensement exhaustif entrant dans le cadre du nouveau dispositif a été réalisé en 2005.

En 2022, la commune comptait 1 234 habitants, en évolution de +14,05 % par rapport à 2016 (Vendée : +5,33 %, France hors Mayotte : +2,11 %).
| 1793 | 1800 | 1806 | 1821 | 1831 | 1836 | 1841 | 1846 | 1851 |
| ---- | ---- | ---- | ---- | ---- | ---- | ---- | ---- | ---- |
| 521  | 498  | 416  | 601  | 623  | 663  | 756  | 791  | 791  |

| 1856 | 1861 | 1866 | 1872 | 1876 | 1881 | 1886 | 1891  | 1896  |
| ---- | ---- | ---- | ---- | ---- | ---- | ---- | ----- | ----- |
| 846  | 834  | 928  | 905  | 899  | 919  | 957  | 1 053 | 1 042 |

| 1901  | 1906  | 1911  | 1921 | 1926 | 1931 | 1936 | 1946 | 1954 |
| ----- | ----- | ----- | ---- | ---- | ---- | ---- | ---- | ---- |
| 1 045 | 1 027 | 1 040 | 900  | 867  | 868  | 841  | 830  | 778  |

| 1962 | 1968 | 1975 | 1982 | 1990 | 1999 | 2005 | 2006 | 2010 |
| ---- | ---- | ---- | ---- | ---- | ---- | ---- | ---- | ---- |
| 720  | 630  | 546  | 567  | 585  | 621  | 775  | 788  | 902  |

| 2015  | 2020  | 2022  | - | - | - | - | - | - |
| ----- | ----- | ----- | - | - | - | - | - | - |
| 1 069 | 1 192 | 1 234 | - | - | - | - | - | - |

#### Pyramide des âges
En 2018, le taux de personnes d'un âge inférieur à 30 ans s'élève à 33,9 %, soit au-dessus de la moyenne départementale (31,6 %). À l'inverse, le taux de personnes d'âge supérieur à 60 ans est de 26,6 % la même année, alors qu'il est de 31,0 % au niveau départemental.
En 2018, la commune comptait 577 hommes pour 547 femmes, soit un taux de 51,33 % d'hommes, largement supérieur au taux départemental (48,84 %).
Les pyramides des âges de la commune et du département s'établissent comme suit.
| Hommes | Classe d’âge | Femmes |
| ------ | ------------ | ------ |
| 0,3    | 90 ou +      | 1,2    |
| 7,7    | 75-89 ans    | 6,9    |
| 17,8   | 60-74 ans    | 19,3   |
| 18,6   | 45-59 ans    | 19,0   |
| 20,1   | 30-44 ans    | 21,4   |
| 12,9   | 15-29 ans    | 13,1   |
| 22,5   | 0-14 ans     | 19,1   |

| Hommes | Classe d’âge | Femmes |
| ------ | ------------ | ------ |
| 0,8    | 90 ou +      | 2,2    |
| 8,7    | 75-89 ans    | 11,1   |
| 20,3   | 60-74 ans    | 21,3   |
| 20     | 45-59 ans    | 19,4   |
| 17,5   | 30-44 ans    | 16,8   |
| 15     | 15-29 ans    | 13,2   |
| 17,7   | 0-14 ans     | 16,1   |

## Lieux et monuments

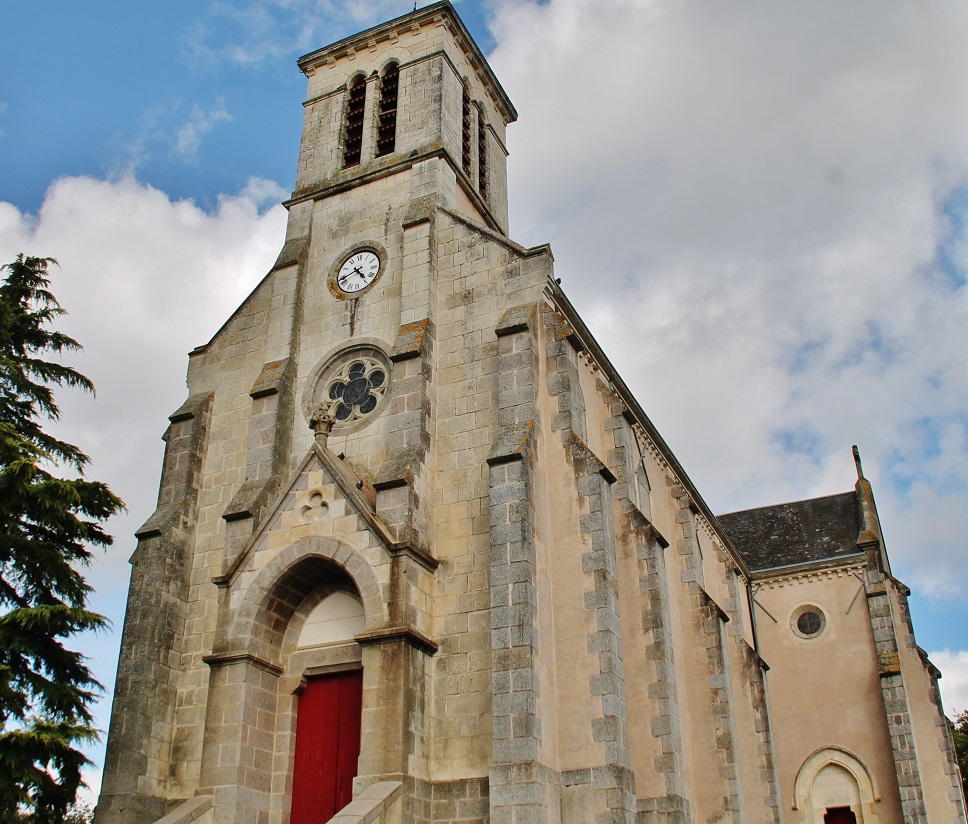
L'église Saint-Eutrope de Poiroux.

- L'église paroissiale Saint-Eutrope ;
- Maison de l'arbre et du miel (Folie de Finfarine)[24] ;
- Lac artificiel de Finfarine, dont les eaux alimentent les réseaux d'eau potable du Talmondais et du Pays des Olonnes ;
- Abbaye Notre-Dame de Bois-Grolland.

## Personnalités liées à la commune
- René Morizur, alias René du groupe Les Musclés, a résidé plusieurs années à Poiroux.[réf. souhaitée]
- Pauline de Lézardière, historienne (château de la Proustière).
- Charles de Lézardière (1777-1866), militaire et homme politique né et décédé au château de la Proustière à Poiroux, député de la Vendée puis de la Mayenne.